# Oriental Heritage (Xiamen)
Koordinaten: 24° 40′ 53″ N, 118° 10′ 10″ O
Oriental Heritage (chinesisch 方特东方神画) ist ein chinesischer Freizeitpark in Xiamen, Fujian, der am 16. April 2017 eröffnet wurde. Er wird von Fantawild Holdings betrieben, die auch andere Freizeitparks in China betreiben.

## Liste der Achterbahnen
| Name                          | Typ                                   | Hersteller         | Eröffnungsjahr |
| ----------------------------- | ------------------------------------- | ------------------ | -------------- |
| Galaxy Express / 时空穿梭     | Suspended Coaster, Familienachterbahn | Vekoma             | 2017           |
| Jungle Trailblazer / 丛林飞龙 | Holzachterbahn                        | Martin & Vleminckx | 2017           |